# Phytocoris difformis
Phytocoris difformis är en insektsart som beskrevs av Knight 1934. Phytocoris difformis ingår i släktet Phytocoris och familjen ängsskinnbaggar. Inga underarter finns listade i Catalogue of Life.